# Litarachna lopezae
Litarachna lopezae  (лат.) — вид тромбидиформных водяных клещей рода Litarachna из семейства Pontarachnidae. Северная Америка: Пуэрто-Рико.

## Распространение
Вест-Индия: Пуэрто-Рико. Найден на субстрате мезофитной экосистемы кораллового рифа Bajo de Sico (глубина 70 м; 18°14′41″ с. ш. 67°24′45″ з. д.) в проливе Mona Passage, разделяющим острова Эспаньола (Гаити) и Пуэрто-Рико и соединяющем Атлантический океан с Карибским морем.

## Описание
Микроскопические водяные клещи округлой формы, живущие среди кораллов на глубине 70 м. Длина идиосомы 250—300 мкм, хелицеры — около 100, пальпы — около 200 мкм. Пластинки тазиков (коксальные) первой пары ног слиты. Это самый глубоководный представитель своего семейства. Предыдущий рекорд глубины (67 м) принадлежал виду Pontarachna nemethi, найденному теми же авторами в коралловой экосистеме около острова Vieques Island (Пуэрто-Рико).
Вид Litarachna lopezae был впервые описан в 2014 году акарологами Владимиром Песичем (Vladimir Pešić, Черногория), Тапасом Чаттерджи (Tapas Chatterjee, Индия), Моникой Альфаро (Monica Alfaro, Пуэрто-Рико, США) и Николаосом Шизасом (Nikolaos V. Schizas, Пуэрто-Рико).

## Этимология
Видовое название L. lopezae дано в честь латиноамериканской певицы Дженнифер Лопес, чья семья родом из Пуэрто-Рико, где была найдена типовая серия нового таксона. Одной из причин такого именования авторы открытия назвали следующее: «... Песни и клипы Джей Ло поддерживали команду в хорошем настроении, когда мы писали статью и смотрели матч чемпионата мира по футболу 2014 года». Ранее в честь Боба Марли назвали изоподу Gnathia marleyi, а в честь Фредди Меркьюри — Cirolana mercuryi.